# Hans Heinrich Ehrler

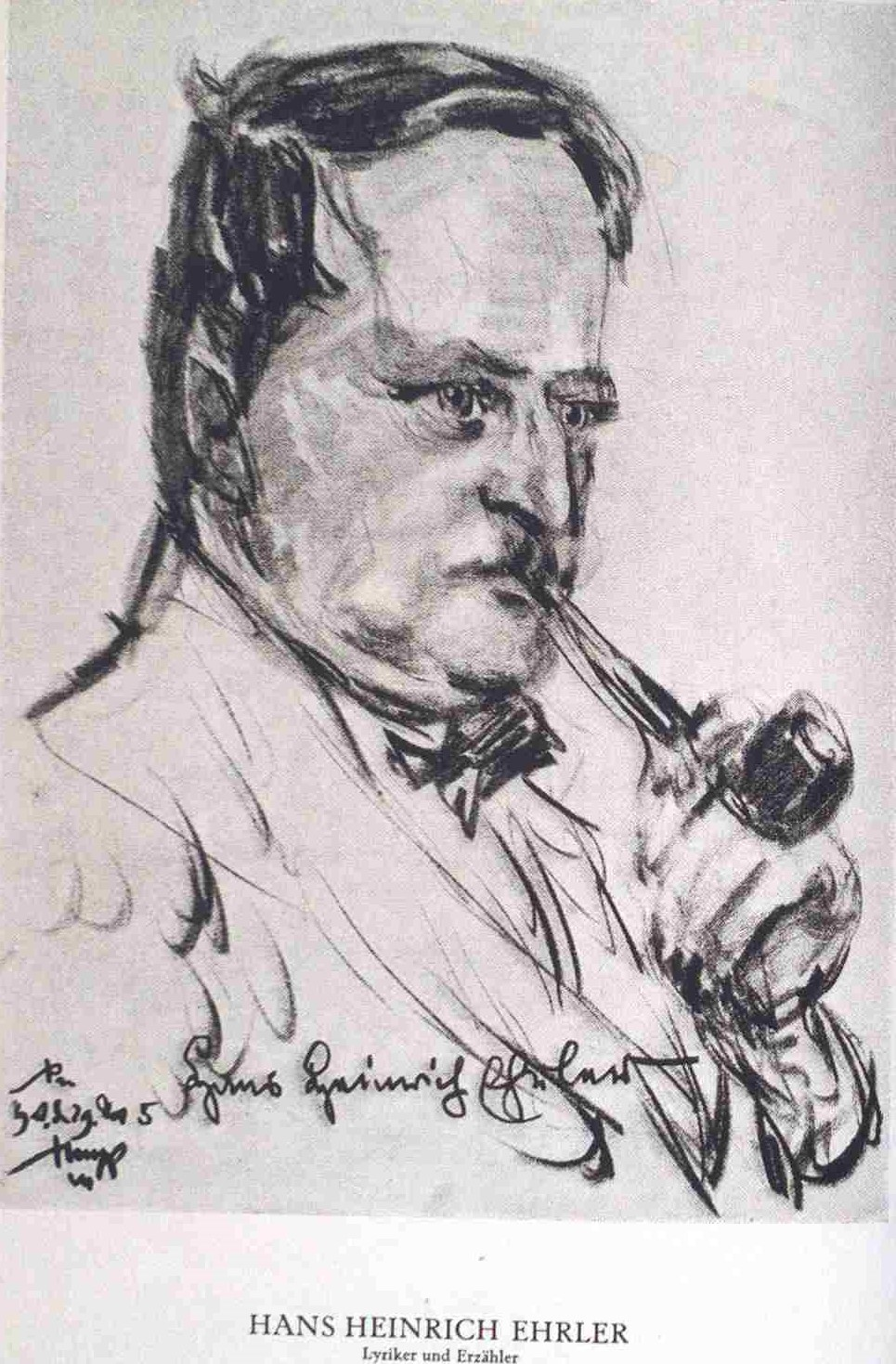
Emil Stumpp: Hans Heinrich Ehrler, mit Signatur (1926)

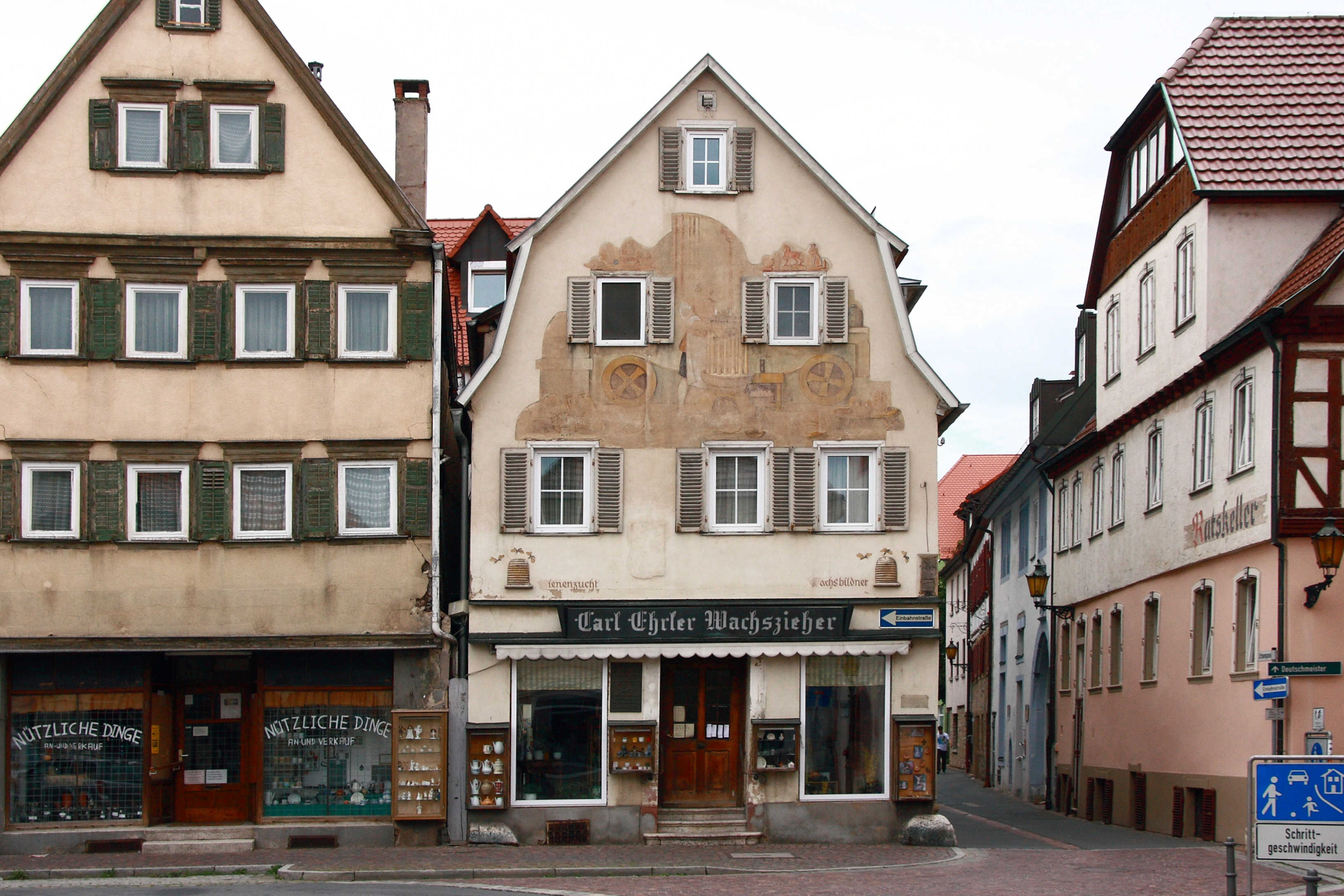
Geburtshaus Ehrlers mit dem Fassadengemälde eines Wachsziehers von Karl Max Lechner in Bad Mergentheim, 2011

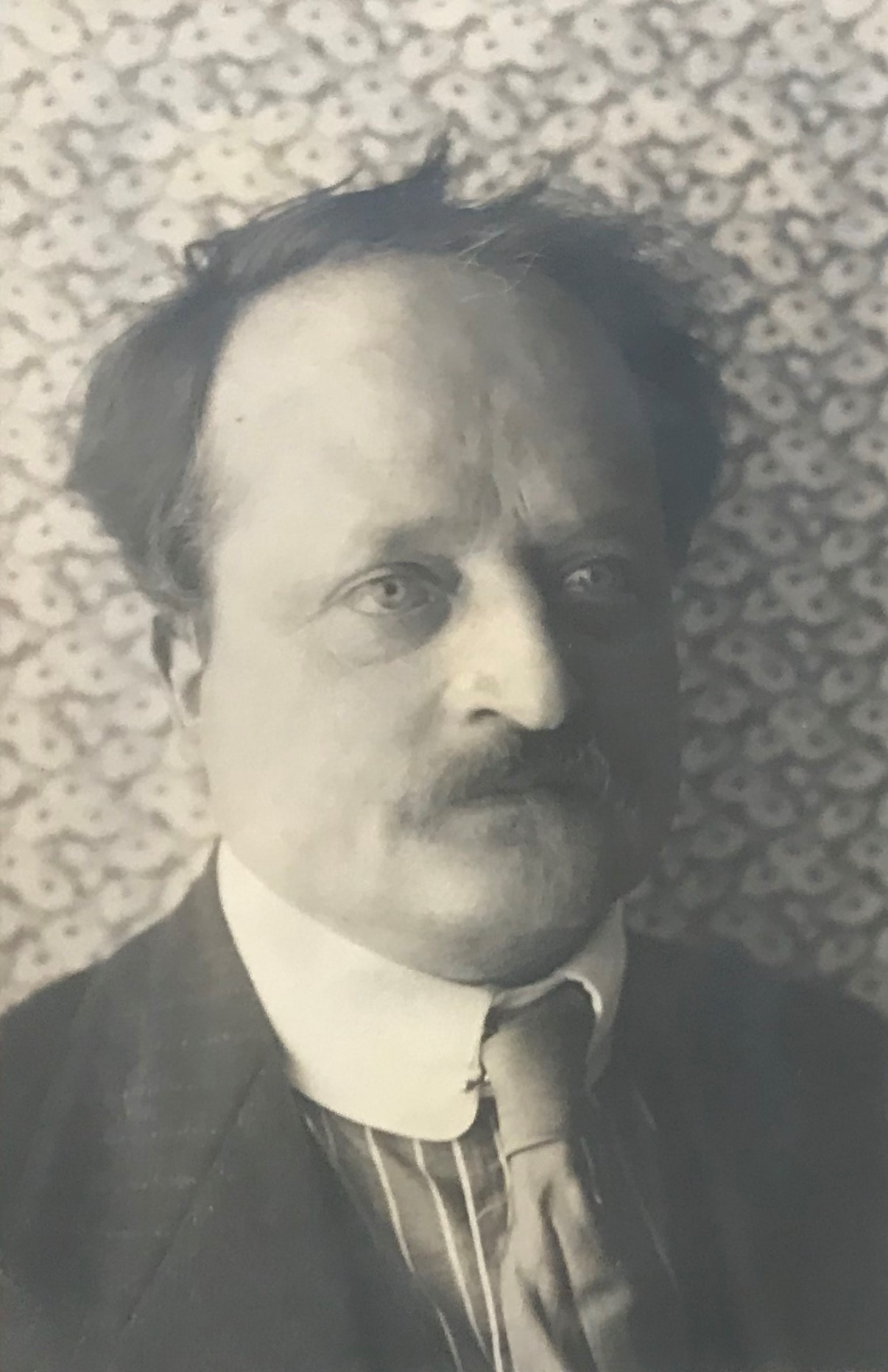
Hans Heinrich Ehrler (1914)

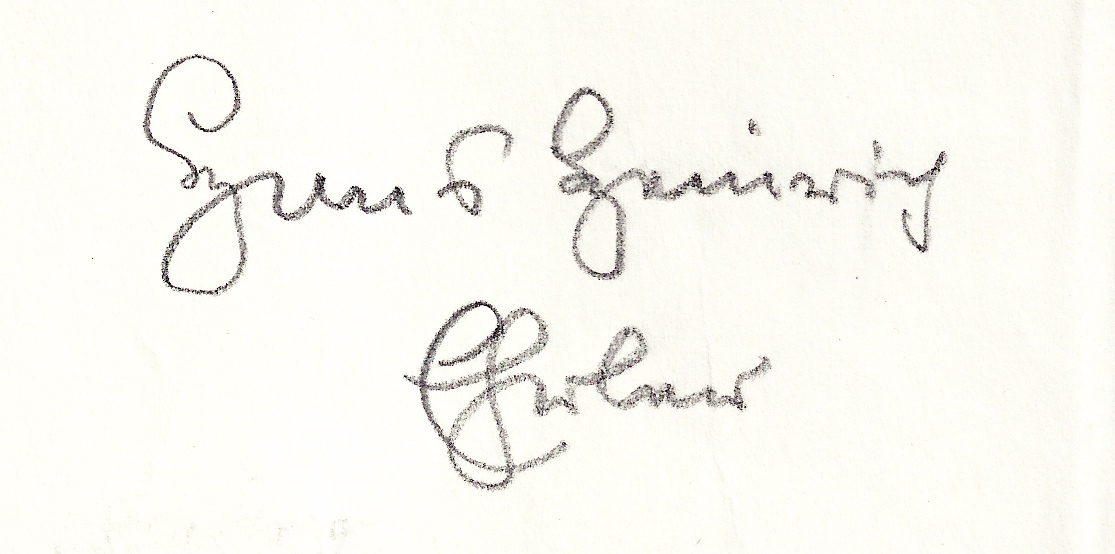
Hans Heinrich Ehrler. Signatur 1936

Hans Heinrich Ehrler (* 7. Juli 1872 in Mergentheim; † 14. Juni 1951 in Waldenbuch; auch Hanns Heinrich Ehrler oder Hans Heinz Ehrler) war ein deutscher Schriftsteller, Lyriker und Redakteur.

## Leben und Werk
Hans Heinrich Ehrler stammte aus einer alten württemberg-fränkischen Handwerkerfamilie. Sein Vater, der Wachszieher und Lebzelter Johann Michael Ehrler dichtete Knittelverse und war in Wien mit Johann Strauss befreundet. Sein Geburtshaus ist das ehemalige Kanzlerhaus am Oberen Markt in Bad Mergentheim, der ihm zu Ehren in Hans-Heinrich-Ehrler-Platz umbenannt wurde. Seine Mutter Margaretha starb bereits 1877.
Als Kind wollte Hans Heinrich Ehrler in den geistlichen Stand eintreten und besuchte nach der Volksschule die Königliche Lateinschule Ingolstadt und das Gymnasium der Königlichen Studien-Anstalt Landshut (heute Hans-Carossa-Gymnasium Landshut), zu dessen Schülern auch Hans Carossa und Ludwig Thoma gehörten. Nachdem es aber mit 18 Jahren in ihm rebellierte, holte ihn sein Vater zurück nach Bad Mergentheim an die Mergentheimer Lateinschule. Da zu dieser Zeit der Abschluss dort jedoch nicht zum Reifezeugnis führte, machte Ehrler sein Abitur dann 1892 in Ellwangen. Bereits in seiner Schulzeit unternahm er lyrische Versuche.
An der Julius-Maximilians-Universität Würzburg war Ehrler zwei Jahre für Jura eingeschrieben, an der Ludwig-Maximilians-Universität München ein Jahr für Philologie. Zu seinen prägenden Lehrern gehörte Johannes Volkelt.
Bevor er sich als freier Schriftsteller ganz dem Schreiben widmete, arbeitete er als Redakteur in Köln, Stuttgart, Heilbronn, Konstanz und Karlsruhe. Ab 1902 war er für zwei Jahrzehnte fester freier Mitarbeiter der Frankfurter Zeitung. Seine 1904 geschlossene Ehe mit Melanie (geb. Frommherz) blieb kinderlos. Der Tierbuch-Autor Paul Eipper, Ehemann von Melanies Schwester Emmy, war sein Schwager. 1911 veröffentlichte Ehrler im Albert Langen Verlag seinen ersten Erzählband Briefe vom Land und ließ sich in Friedrichshafen am geliebten Bodensee nieder. 1913 zog das Ehepaar in das Stadtgebiet von Freiburg im Breisgau, dann in den Vorort Littenweiler.
Während des Ersten Weltkriegs arbeitete Ehrler zunächst bei der Militärzensur, danach wurde er als Korrespondent der Militärverwaltung nach Stuttgart dienstverpflichtet. Umfangreiche kriegspropagandistische Artikelserien hat er in der Frankfurter Zeitung und in der Kriegszeitung der 7. Armee veröffentlicht. Er litt unter dem Krieg und als patriotisch gesinnter Deutscher unter der Niederlage. „Die Republik erkannte Ehrler an, die Revolution war ihm verhaßt. So holte er am 9. Januar 1919, dem Entscheidungstag gegen Spartakus, die rote Fahne von der Altane des Stuttgarter Rathauses und steckte die württembergische auf, weil Schwarzrotgold im ganzen Rathaus nicht aufzutreiben war.“ In den Jahren 1919 und 1920 war Ehrler Mitherausgeber der Zeitschrift Der Schwäbische Bund.
Erschüttert durch den Krieg zog sich Hans Heinrich Ehrler eine Zeit lang in das ehemalige Zisterzienserkloster Maulbronn zurück. Diese Zeit beschrieb er in seinem Buch Briefe aus meinem Kloster. In seinem 1925 erschienenen Roman Wolfgang: Das Jahr eines Jünglings verarbeitete Ehrler die Kriegszeit und er wurde damit in der Jugendbewegung wahrgenommen. Große Erfolge bei den Lesern blieben aber zeitlebens aus, auch wenn der Autor 1928 für den Gedichtband Gesicht und Antlitz den Literaturpreis des Württembergischen Goethebundes erhielt und 1930 auf Betreiben von Wilhelm Stapel in den damals einflussreichen Langen Müller Verlag aufgenommen wurde. 1926 zog Ehrler dann endgültig nach Waldenbuch im Waldgebiet des Schönbuch südlich von Stuttgart, wo er bis zu seinem Tod mit seiner Frau lebte.
Als Student in München war Ehrler ein Anhänger Bismarcks gewesen. Danach stand er der liberalen Demokratischen Volkspartei nahe. Aber in der Katastrophe des Ersten Weltkrieges sah Ehrler eine Folge der sittlichen Verwahrlosung Deutschlands und so wandte er sich, nach anfänglicher Ablehnung wie in seiner Stuttgarter Rede zur Verfassungsfeier 1932, dem Nationalsozialismus zu. Am 14. Juni 1937 beantragte er die Aufnahme in die NSDAP und wurde rückwirkend zum 1. Mai desselben Jahres aufgenommen (Mitgliedsnummer 4.693.439). Er war mit seinem Beitrag Wenn sich Abgrunds Geister regen in der Gedicht-Anthologie Dem Führer vertreten, die Adolf Hitler zu dessen fünfzigstem Geburtstag 1938 überreicht wurde. Im gleichen Jahr erhielt Ehrler für sein Gesamtschaffen den sogenannten Schwäbischen Dichterpreis, einen 1935 von dem nationalsozialistischen württembergischen Ministerpräsidenten und Kultusminister Christian Mergenthaler gestifteten NS-Literaturpreis, außerdem einen lebenslangen staatlichen Ehrensold in Höhe von 2000 Reichsmark (nach der Währungsreform 2000 DM). Nach Kriegsende musste er sich unter anderem wegen seiner zahlreichen Beiträge im Stuttgarter NS-Kurier einem Entnazifizierungsverfahren stellen, Rechenschaft über sein Verhältnis zum Dritten Reich legte er in seiner Nachlassschrift Das Buch der Verantwortung ab. Eine Anekdote erzählt, auf einem Treffen der Mitglieder der Reichsschrifttumskammer habe der eigentlich eher unpolitisch gesinnte Dichter für einen Eklat gesorgt, als er dem Reichspropagandaminister Joseph Goebbels auf die Schulter schlug und zu ihm sagte: „Die mag i fei bloß halbe.“ Ehrler begann zu trinken – nicht übermäßig, aber dennoch regelmäßig. Er begab sich in die Innere Emigration. Nach 1945 wurde es still um ihn, „er war vollends ein Unzeitgemäßer geworden.“ Wie in den völkisch-nationalsozialistischen Literaturgeschichten galt er gleichwohl auch noch in germanistischen Standardwerken der frühen Bundesrepublik als überzeitlich bedeutender Dichter.
1955, vier Jahre nach seinem Tod und seiner Beisetzung in Waldenbuch, wurde der Leichnam des „Heimatdichters“ Hans Heinrich Ehrler in seine Heimatstadt Bad Mergentheim, die er zeit seines Lebens regelmäßig zur Kur besucht hatte, auf den Friedhof St. Michael überführt.
Zahlreiche Gedichte Hans Heinrich Ehrlers wurden (häufig für Männerchor) vertont. Komponisten waren Ludwig Bibus, Georg von Albrecht, Julius Gessinger, Oskar Merkle, Wilhelm Rieth, Hermann Reutter, Quirin Resche und Eberhard Ludwig Wittmer.
Langjährige Freundschaften und Kooperationen verbanden ihn unter anderem mit den liberalen Politikern Theodor Bäuerle und Theodor Heuss, mit den jungkonservativen Publizisten Carl Christian Bry und Hermann Hefele, mit den völkisch-nationalsozialistischen Autoren Ludwig Finckh, Georg Schmückle und Gerhard Schumann sowie mit den Germanisten Paul Kluckhohn und Hermann Pongs. Der Nachlass befindet sich im Deutschen Literaturarchiv Marbach und im Stadtarchiv Bad Mergentheim.

## Werke
- Frühlings-Lieder. Langen, München 1913.
- Die Liebe leidet keinen Tod: Gedichte. Strecker & Schröder, Stuttgart 1915.
- Wenn alle Brünnlein fliessen …: Deutsche Liebeslieder. Strecker & Schröder, Stuttgart 1918 (als Herausgeber).
- Der Hof des Patrizierhauses und andere Erzählungen. Strecker & Schröder, Stuttgart 1918.
- Eine Auswahl aus der klassischen schwäbischen Lyrik. Strecker & Schröder, Stuttgart 1919 (als Herausgeber).
- Eine Auswahl aus der zeitgenössischen schwäbischen Lyrik. Strecker & Schröder, Stuttgart 1919 (als Herausgeber).
- Gedichte. Strecker & Schröder, Stuttgart 1920.
- Die Reise ins Pfarrhaus. Greiner & Pfeiffer, Stuttgart 1922.
- Briefe aus meinem Kloster. Greiner & Pfeiffer, Stuttgart 1922.
- Briefe vom Land. Greiner & Pfeiffer, Stuttgart 1924 (Roman).
- Elisabeths Opferung: Novellen. Greiner & Pfeiffer, Stuttgart 1924.
- Kloster Maulbronn. Verlag Dr. Karl Hoenn, Landschlacht (Bodensee) 1925 (Mit 16 Steindrucken von Adolf Hildenbrand).
- Wolfgang: Das Jahr eines Jünglings. Greiner & Pfeiffer, Stuttgart 1925.
- Die Reise in die Heimat. Verlag J. Kösel & F. Pustet, München 1926.
- Der Spiegel des Hoch- und Deutschmeisters Maximilian Franz – Ein Spiel. J. Thomm’sche Druckerei, Bad Mergentheim 1926.
- Bruder Hermanns Klause. Fleischhauer & Spohn, Stuttgart 1927.
- Gesicht und Antlitz: Neue Gedichte. L. Klotz, Gotha 1928.
- Das Gesetz der Liebe. L. Klotz, Gotha 1928.
- Meine Fahrt nach Berlin: Erlebnisse eines Provinzmanns. Greiner & Pfeiffer, Stuttgart 1929.
- Die Frist. Georg Müller, München 1930 (Roman).
- Die Lichter schwinden im Licht: Neue Gedichte. Albert Langen / Georg Müller, München 1932.
- Die drei Begegnungen des Baumeisters Wilhelm. Albert Langen / Georg Müller, München 1935 (Roman).
- Unter dem Abendstern: Neue Gedichte. Albert Langen / Georg Müller, München 1937.
- Mit dem Herzen gedacht: Betrachtungen. Albert Langen / Georg Müller, München 1938.
- Der Vierröhrenbrunnen: 4 Erzählungen. Albert Langen / Georg Müller, München 1941.
- Neuer cherubinischer Wandersmann: Gedichte. Bonifacius-Druckerei, Paderborn 1941.
- Der Morgen. Bonifacius-Druckerei, Paderborn 1942.
- Charlotte. Wunderlich, Tübingen/Stuttgart 1946 (Roman).
- Frauen und Mädchen. Thomas-Verlag, Kempen-Niederrhein 1948 (Erzählungen).
- Unsre Uhr hat einen Zauberschlag: Gedichte. Wunderlich, Tübingen / Stuttgart 1950.
- Wanderer und Pilger: Erzählungen. Bonifacius-Druckerei, Paderborn 1950.
- Gedichte: Für die Gesellschaft der Freunde. Verlag der Gesellschaft der Freunde von Hans Heinrich Ehrler, Tübingen 1951.
- Das Unvergängliche: Gedichte. Pallotti-Verlag, Friedberg bei Augsburg 1955 (ausgew. Von Erwin K. Münz).
- Das Kloster Maulbronn: Beschrieben von Hans Heinrich Ehrler / Abgebildet von Arnold Petersen. Bartmann-Verlag, Frechen 1964
- Aus der Heimat in die Heimat. Zehnder, Bad Mergentheim 1991.